# Долина реки Шмелёвки
Парк «Долина реки Шмелёвки» (также — парк «Шмелёвский ручей» и парк в пойме реки Шмелёвки) расположен в Южном административном округе Москвы в долине реки Шмелёвки на территории районов Орехово-Борисово Южное и Зябликово. Занимает площадь почти 100 гектаров и официально открыт 22 сентября 2023 года.

## География
Парк состоит из трёх участков: двух небольших — к северу от Воронежской улицы и к западу от Ясененевой, и к востоку от Ясеневой улицы и к югу от Воронежской; и основного участка — к северу от Воронежской улицы и к югу от Орехового бульвара вплоть до Бесединского шоссе, в долине рек Шмелёвка и Кузнецовка. Ряд источников первый участок именует парком «Шмелёвский ручей» и рассматривает как отдельный ландшафтный парк, другие рассматривают первый участок (новый) как «парк в пойме реки Шмелёвки». К югу от парка находится Зябликовский лесопарк, простирающийся до МКАД.

## История
Часть единого парка, примыкающая к Ореховому бульвару (район Зябликово) была благоустроена летом-осенью 2017 года, в ходе работ появились тропинки и асфальтированные дорожки, детские и собачьи площадки.
В 2023 году была благоустроена основная часть, при этом за концепцию пешеходных маршрутов были выбраны пути по приподнятым на сваях мосткам общей протяжённостью порядка 7 км. Поскольку парк расположен в зоне бывших оврагов (см. например, овраг Лыхина), то по склонам оборудовали лестницы со смотровыми площадками. На месте заболоченных территорий созданы искусственные водоёмы. Ближе к метро «Красногвардейская», наверху, создан спортивный кластер — с уличными тренажёрами и множеством площадок для игры в футбол, волейбол, баскетбол, столами для настольного тенниса, шахмат/шашек, а также скейт-парк и памп-трек.
Зимой данный парк используется у местных жителей как лыжный. Кроме того, в парке есть голубятни.